# Atletica leggera ai XVIII Giochi asiatici
Le gare di atletica leggera ai XVIII Giochi asiatici si sono svolte al Gelora Bung Karno Stadium di Giacarta, in Indonesia, dal 25 al 30 agosto 2018. Hanno partecipato alle competizioni 688 atleti provenienti da 43 nazioni.

## Podi

### Uomini
| Specialità             | Oro                                                                    | Risultato | Argento                                                                           | Risultato | Bronzo                                                                     | Risultato |
| ---------------------- | ---------------------------------------------------------------------- | --------- | --------------------------------------------------------------------------------- | --------- | -------------------------------------------------------------------------- | --------- |
| 100 m piani            | Su Bingtian                                                            | 9"92      | Tosin Ogunode                                                                     | 10"00     | Ryota Yamagata                                                             | 10"00     |
| 200 m piani            | Yuki Koike                                                             | 20"23     | Yang Chun-han                                                                     | 20"23     | Yaqoob Salem Eid                                                           | 20"55     |
| 400 m piani            | Abdalelah Haroun                                                       | 44"89     | Mohammad Anas                                                                     | 45"69     | Ali Khamis Khamis                                                          | 45"70     |
| 800 m piani            | Manjit Singh                                                           | 1'46"15   | Jinson Johnson                                                                    | 1'46"35   | Abubaker Haydar Abdalla                                                    | 1'46"38   |
| 1500 m piani           | Jinson Johnson                                                         | 3'44"72   | Amir Moradi                                                                       | 3'45"62   | Mohammed Tiouali                                                           | 3'45"88   |
| 5000 m piani           | Birhanu Balew                                                          | 13'43"17  | Albert Rop                                                                        | 13'43"76  | Tariq Al-Amri                                                              | 13'56"49  |
| 10000 m piani          | Hassan Chani                                                           | 28'35"54  | Abraham Cheroben                                                                  | 29'00"29  | Zhao Changhong                                                             | 30'07"49  |
| 110 m ostacoli         | Xie Wenjun                                                             | 13"34     | Chen Kuei-ru                                                                      | 13"39     | Shunya Takayama                                                            | 13"48     |
| 400 m ostacoli         | Abderrahman Samba                                                      | 47"66     | Dharun Ayyasamy                                                                   | 48"96     | Takatoshi Abe                                                              | 49"12     |
| 3000 m siepi           | Hossein Keihani                                                        | 8'22"79   | Yaser Bagharab                                                                    | 8'28"21   | Kazuya Shiojiri                                                            | 8'29"42   |
| Staffetta 4×100 m      | Ryota Yamagata Shuhei Tada Yoshihide Kiryū Asuka Cambridge             | 38"16     | Muhammad Fadlin Lalu Muhammad Zohri Eko Rimbawan Bayu Kertanegara                 | 38"77     | Xu Haiyang Mi Hong Su Bingtian Xu Zhouzheng                                | 38"89     |
| Staffetta 4×400 m      | Abderrahman Samba Mohamed Nasir Abbas Mohamed El-Nour Abdalelah Haroun | 3'00"56   | Kunhu Muhammed Dharun Ayyasamy Mohammad Anas Arokia Rajiv K. S. Jeevan Jithu Baby | 3'01"85   | Julian Walsh Yuki Koike Takatoshi Abe Shōta Iizuka Jun Kimura Sho Kawamoto | 3'01"94   |
| Maratona               | Hiroto Inoue                                                           | 2:18:22   | El Hassan El-Abbassi                                                              | 2:18:22   | Duo Bujie                                                                  | 2:18:48   |
| Marcia 20 km           | Wang Kaihua                                                            | 1:22:04   | Toshikazu Yamanishi                                                               | 1:22:10   | Jin Xiangqian                                                              | 1:25:41   |
| Marcia 50 km           | Hayato Katsuki                                                         | 4:03:30   | Wang Qin                                                                          | 4:06:48   | Joo Hyun-myeong                                                            | 4:10:21   |
| Salto in alto          | Wang Yu                                                                | 2.30 m    | Woo Sang-hyeok                                                                    | 2.28 m    | Majededdin Ghazal Naoto Tobe                                               | 2.24 m    |
| Salto con l'asta       | Seito Yamamoto                                                         | 5.70 m    | Yao Jie                                                                           | 5.50 m    | Patsapong Amsam-Ang                                                        | 5.50 m    |
| Salto in lungo         | Wang Jianan                                                            | 8.24 m    | Zhang Yaoguang                                                                    | 8.15 m    | Sapwaturrahman                                                             | 8.09 m    |
| Salto triplo           | Arpinder Singh                                                         | 16.77 m   | Ruslan Kurbanov                                                                   | 16.62 m   | Cao Shuo                                                                   | 16.56 m   |
| Getto del peso         | Tajinderpal Singh Toor                                                 | 20.75 m   | Liu Yang                                                                          | 19.52 m   | Ivan Ivanov                                                                | 19.40 m   |
| Lancio del disco       | Ehsan Haddadi                                                          | 65.71 m   | Mustafa Kadhim                                                                    | 60.09 m   | Essa Al-Zinkawi                                                            | 59.44 m   |
| Lancio del martello    | Ashraf Amgad El-Seify                                                  | 76.88 m   | Dilshod Nazarov                                                                   | 74.16 m   | Suhrob Khodjaev                                                            | 74.06 m   |
| Lancio del giavellotto | Neeraj Chopra                                                          | 88.06 m   | Liu Qizhen                                                                        | 82.22 m   | Arshad Nadeem                                                              | 80.75 m   |
| Decathlon              | Keisuke Ushiro                                                         | 7878 pt.  | Suttisak Singkhon                                                                 | 78.09 pt. | Akihiko Nakamura                                                           | 77.38 pt. |

### Donne
| Specialità             | Oro                                                              | Risultato | Argento                                                                | Risultato | Bronzo                                                                                 | Risultato |
| ---------------------- | ---------------------------------------------------------------- | --------- | ---------------------------------------------------------------------- | --------- | -------------------------------------------------------------------------------------- | --------- |
| 100 m piani            | Edidiong Odiong                                                  | 11"30     | Dutee Chand                                                            | 11"32     | Wei Yongli                                                                             | 11"33     |
| 200 m piani            | Edidiong Odiong                                                  | 22"96     | Dutee Chand                                                            | 23"20     | Wei Yongli                                                                             | 23"27     |
| 400 m piani            | Salwa Eid Naser                                                  | 50"09     | Hima Das                                                               | 50"79     | Elina Mikhina                                                                          | 52"63     |
| 800 m piani            | Wang Chunyu                                                      | 2'01"80   | Margarita Mukasheva                                                    | 2'02"40   | Manal El-Bahraoui                                                                      | 2'02"69   |
| 1500 m piani           | Kalkidan Gezahegne                                               | 4'07"88   | Tigist Gashaw                                                          | 4'09"12   | P. U. Chitra                                                                           | 4'12"56   |
| 5000 m piani           | Kalkidan Gezahegne                                               | 15'08"08  | Darya Maslova                                                          | 15'30"57  | Bontu Rebitu                                                                           | 15'36"78  |
| 10000 m piani          | Darya Maslova                                                    | 32'07"23  | Eunice Chumba                                                          | 32'11"12  | Zhang Deshun                                                                           | 32'12"78  |
| 100 m ostacoli         | Jung Hye-lim                                                     | 13"20     | Emilia Nova                                                            | 13"33     | Lui Lai Yiu                                                                            | 13"42     |
| 400 m ostacoli         | Quách Thị Lan                                                    | 55"30     | Aminat Yusuf Jamal                                                     | 55"65     | Anu Raghavan                                                                           | 56"92     |
| 3000 m siepi           | Winfred Yavi                                                     | 9'36"52   | Sudha Singh                                                            | 9'40"03   | Nguyễn Thị Oanh                                                                        | 9'43"83   |
| Staffetta 4×100 m      | Iman Essa Jassim Edidiong Odiong Hajar Al-Khaldi Salwa Eid Naser | 42"73     | Liang Xiaojing Wei Yongli Ge Manqi Yuan Qiqi Huang Guifen Kong Lingwei | 42"84     | Viktoriya Zyabkina Elina Mikhina Svetlana Golendova Olga Safronova Rima Kashafutdinova | 43"82     |
| Staffetta 4×400 m      | Hima Das M. R. Poovamma Sarita Gayakwad V. K. Vismaya            | 3'28"72   | Aminat Yusuf Jamal Iman Essa Jassim Edidiong Odiong Salwa Eid Naser    | 3'30"61   | Nguyễn Thị Oanh Nguyễn Thị Hằng Hoàng Thị Ngọc Quách Thị Lan                           | 3'33"23   |
| Maratona               | Rose Chelimo                                                     | 2:34:51   | Keiko Nogami                                                           | 2:36:27   | Kim Hye-song                                                                           | 2:37:20   |
| Marcia 20 km           | Yang Jiayu                                                       | 1:29:15   | Qieyang Shenjie                                                        | 1:29:15   | Kumiko Okada                                                                           | 1:34:02   |
| Salto in alto          | Svetlana Radzivil                                                | 1.96 m    | Nadiya Dusanova                                                        | 1.94 m    | Nadezhda Dubovitskaya                                                                  | 1.84 m    |
| Salto con l'asta       | Li Ling                                                          | 4.60 m    | Chayanisa Chomchuendee                                                 | 4.30 m    | Lim Eun-ji                                                                             | 4.20 m    |
| Salto in lungo         | Bùi Thị Thu Thảo                                                 | 6.55 m    | Neena Varakil                                                          | 6.51 m    | Xu Xiaoling                                                                            | 6.50 m    |
| Salto in triplo        | Olga Rypakova                                                    | 14.26 m   | Parinya Chuaimaroeng                                                   | 13.93 m   | Vũ Thị Mến                                                                             | 13.93 m   |
| Getto del peso         | Gong Lijiao                                                      | 19.66 m   | Gao Yang                                                               | 17.64 m   | Noora Salem Jasim                                                                      | 17.11 m   |
| Lancio del disco       | Chen Yang                                                        | 65.12 m   | Feng Bin                                                               | 64.25 m   | Seema Punia                                                                            | 62.26 m   |
| Lancio del martello    | Luo Na                                                           | 71.42 m   | Wang Zheng                                                             | 70.86 m   | Hitomi Katsuyama                                                                       | 62.95 m   |
| Lancio del giavellotto | Liu Shiying                                                      | 66.09 m   | Lü Huihui                                                              | 63.16 m   | Gim Gyeong-ae                                                                          | 56.74 m   |
| Eptathlon              | Swapna Barman                                                    | 6026 pt.  | Wang Qingling                                                          | 5954 pt.  | Yuki Yamasaki                                                                          | 5873 pt.  |

### Misti
| Specialità        | Oro                                                | Risultato | Argento                                                        | Risultato | Bronzo                                     | Risultato |
| ----------------- | -------------------------------------------------- | --------- | -------------------------------------------------------------- | --------- | ------------------------------------------ | --------- |
| Staffetta 4×400 m | Mohammad Anas M. R. Poovamma Hima Das Arokia Rajiv | 3'15"71   | Svetlana Golendova Dmitriy Koblov Elina Mikhina Mikhail Litvin | 3'19"52   | Cheng Chong Yang Lei Huang Guifen Wu Yuang | 3'19"91   |

## Medagliere
| #      | Nazione        | Oro | Argento | Bronzo | Totale |
| ------ | -------------- | --- | ------- | ------ | ------ |
| 1      | Cina           | 12  | 12      | 10     | 34     |
| 2      | Bahrein        | 10  | 7       | 6      | 23     |
| 3      | India          | 8   | 9       | 3      | 20     |
| 4      | Giappone       | 6   | 2       | 10     | 18     |
| 5      | Qatar          | 4   | 2       | 1      | 7      |
| 6      | Iran           | 2   | 1       | 0      | 3      |
| 7      | Vietnam        | 2   | 0       | 3      | 5      |
| 8      | Kazakistan     | 1   | 2       | 4      | 7      |
| 9      | Uzbekistan     | 1   | 2       | 1      | 4      |
| 10     | Corea del Sud  | 1   | 1       | 3      | 5      |
| 11     | Kirghizistan   | 1   | 1       | 0      | 2      |
| 12     | Thailandia     | 0   | 3       | 1      | 4      |
| 13     | Indonesia      | 0   | 2       | 1      | 3      |
| 14     | Taipei cinese  | 0   | 2       | 0      | 2      |
| 15     | Iraq           | 0   | 1       | 0      | 1      |
| 15     | Tagikistan     | 0   | 1       | 0      | 1      |
| 17     | Arabia Saudita | 0   | 0       | 1      | 1      |
| 17     | Corea del Nord | 0   | 0       | 1      | 1      |
| 17     | Hong Kong      | 0   | 0       | 1      | 1      |
| 17     | Kuwait         | 0   | 0       | 1      | 1      |
| 17     | Pakistan       | 0   | 0       | 1      | 1      |
| 17     | Siria          | 0   | 0       | 1      | 1      |
| Totale | Totale         | 48  | 48      | 49     | 145    |